# 橫山涼
橫山涼（日语：／ Yokoyama Ryo，1995年3月7日—），是日本男演員，經紀公司為cactus。

## 簡歷
- 2004年開始以童星的身份開始演藝活動，在多部戲劇和電影中以客串的身份出現。
- 2013年，首次出演日劇《假面教師》。
- 2018年，出演超級戰隊系列第42作快盜戰隊魯邦連者VS警察戰隊巡邏連者，飾演 陽川咲也/巡邏連2號(II)。
- 2020年7月1日，與經紀公司A-team約滿，轉移到cactus事務所。

## 人物
- 因為喜愛英雄類型作品，從幼小時候喜歡看《電磁戰隊百萬連者》，到小學時期喜歡《筋肉人》, 最後成年時期喜歡的《蜘蛛俠》。
- 雖然說能出演超級戰隊系列中的《快盜戰隊魯邦連者VS警察戰隊巡邏連者》而感到期待，但代表日本的小孩子成為他們憧憬的英雄而感到壓力大。
- 作品中的陽川咲也 / 巡邏連2號跟本身的自己一樣，都存在喜感。
- 據說本人首先考慮的不是裝扮英雄的作品，而是像《筋肉人》一樣友善的角色。

## 出演

### 電視劇
- 東京爆彈 Neo Tokyo Twilight Zone（2000年7月3日、WOWOW）。
- 水曜プレミア 四谷君與大冢君/天才少年偵探登場之卷（2004年7月21日、TBS電視台）。
- 假面教師（2013年7月7日 - 9月29日、日本電視台）飾演 樋口大輔。
- 不過是先出生的我（2017年10月14日 - 12月16日、日本電視台）飾演 青柳公平。
- 快盜戰隊魯邦連者VS警察戰隊巡邏連者（2018年2月11日 - 2019年2月10日、朝日電視台）飾演 陽川咲也/巡邏連2號。
- Sign～法醫學者 柚木貴志的事件～（2019年7月11日 - 9月12日、朝日電視台）飾演 北見永士。
- Nippon Noir 刑警Y的叛亂-（2019年10月13日 - 12月15日、日本電視台）飾演 前園孝。
- 女高中生的虛度日常電視劇版（2020年1月24日 - 3月6日、朝日電視台）飾演 鈴木正義。
- ドラマスペシャル私刑人～正義の証明～（2020年2月9日、朝日電視台）飾演 金山言訓。
- 天國與地獄～瘋狂的2人～第4話（2021年2月7日、TBS電視台）飾演 橋下和真。
- 流星 (電視劇)2021年電視劇（2021年3月22日、NHK BS Premium）飾演 小林一平。
- 偵探☆星鴨 第8話（2021年6月15日、日本電視台） 飾演 馬場。
- ホテルマン東堂克生の事件ファイル〜八ヶ岳リゾート殺人事件〜（2022年1月22日、BS-TBS）飾演 望月真治。
- 相棒 Season20 第12話（2022年1月19日、朝日電視台）飾演 熊沢和也。
- 特搜9 Season5 第5話（2022年5月4日、朝日電視台）飾演 寺本壮治。

### 電影
- 倒霉鬼遊戲（2008年10月25日、クリエイティブ・オフィスなび）飾演 和久井然。
- 惡之教典（2012年11月10日、東寶）飾演 塩見大輔。
- 大家，再見（2013年1月26日、Phantom Film Co., Ltd.）。
- 假面教師電影版（2014年2月22日、Hakuhodo DY Music & Pictures Inc.）飾演 樋口大輔。
- EXCUSE ME（2014年3月、The Fool Silent Short Movie）。
- 佇立於風中的獅子（2015年3月14日、東寶）。
- 我的長崎母親（2015年12月12日、松竹）。
- 今天的吉良同學（2017年2月25日、Hakuhodo DY Music & Pictures Inc.）。
- 超級戰隊系列
  - 快盜戰隊魯邦連者VS警察戰隊巡邏連者 en film（2018年8月4日、東映）飾演 陽川咲也/巡邏連2號。
  - 劇場版 騎士龍戰隊龍裝者VS魯邦連者VS巡邏連者（2020年2月8日、東映）飾演 陽川咲也/巡邏連2號。

### 舞台劇
- 映像×朗読劇「桜雪～ある雪女の物語～」。
- TAKUMA FESTIVAL JAPAN特別公演「What a wonderful life!」。
- 淡海乃海 ～声無き者の歌をこそ聞け～（2021年3月10日 - 14日、俳優座劇場）飾演 六角義治。
- あの日わたしをはだかにして（2022年4月6日 - 17日、東京藝術劇場）。

## 外部連結
- 横山涼的官方資料 （页面存档备份，存于）
- 横山涼的X（前Twitter）
- 横山涼的Instagram帳戶

| 前任： 大久保櫻子 （宇宙戰隊九連者） | 日本超級戰隊系列綠色戰士演員 快盜戰隊魯邦連者VS警察戰隊巡邏連者 2018年2月11日－2019年2月10日 | 繼任： 小原唯和 （騎士龍戰隊龍裝者） |